# Île-de-Bréhat
Île-de-Bréhat (bret. Enez-Vriad) – wyspa, miejscowość i gmina we Francji, w regionie Bretania, w departamencie Côtes-d’Armor.
Według danych na rok 1990 gminę zamieszkiwało 461 osób, a gęstość zaludnienia wynosiła 149 osób/km² (wśród 1269 gmin Bretanii Île-de-Bréhat plasuje się na 850. miejscu pod względem liczby ludności, natomiast pod względem powierzchni na miejscu 1072.).